# MTK Rögbiklub

## A csapat neve
MTK Rögbiklub

## Történelme
Az 1970-es években alakuló új rögbicsapatok egyike az MTK Rögbiklub. A Szakipari SE-vel vegyes csapattal játszották le a magyarországi rögbi újkori történetének első mérkőzését külföldi csapat ellen: MTK-Szakipari vegyes -Slavia Praha
1970-ben A Concorde Toulouse francia rögbicsapat hazánkban turnézott és egy-egy mérkőzést játszott az MTK-val és az Árpádfölddel.
Carlo Passalacqua 1972-es távozása után csak az MTK, az Építők és az Árpádföld működik tovább. Ez a magyar rögbi működésének "Három Kupás" időszaka. A csapatok kupa rendszerben küzdöttek az Építők, az MTK és a OKISZ Kupáért.
Az 1979-es újraindítás meghatározó csapata, hiszen a tavaszi MTK – Árpádföldi Rögbiklub-mérkőzés után indult újra fejlődésnek a rögbi hazánkban.